# Berlin ExpoCenter Airport

Logo

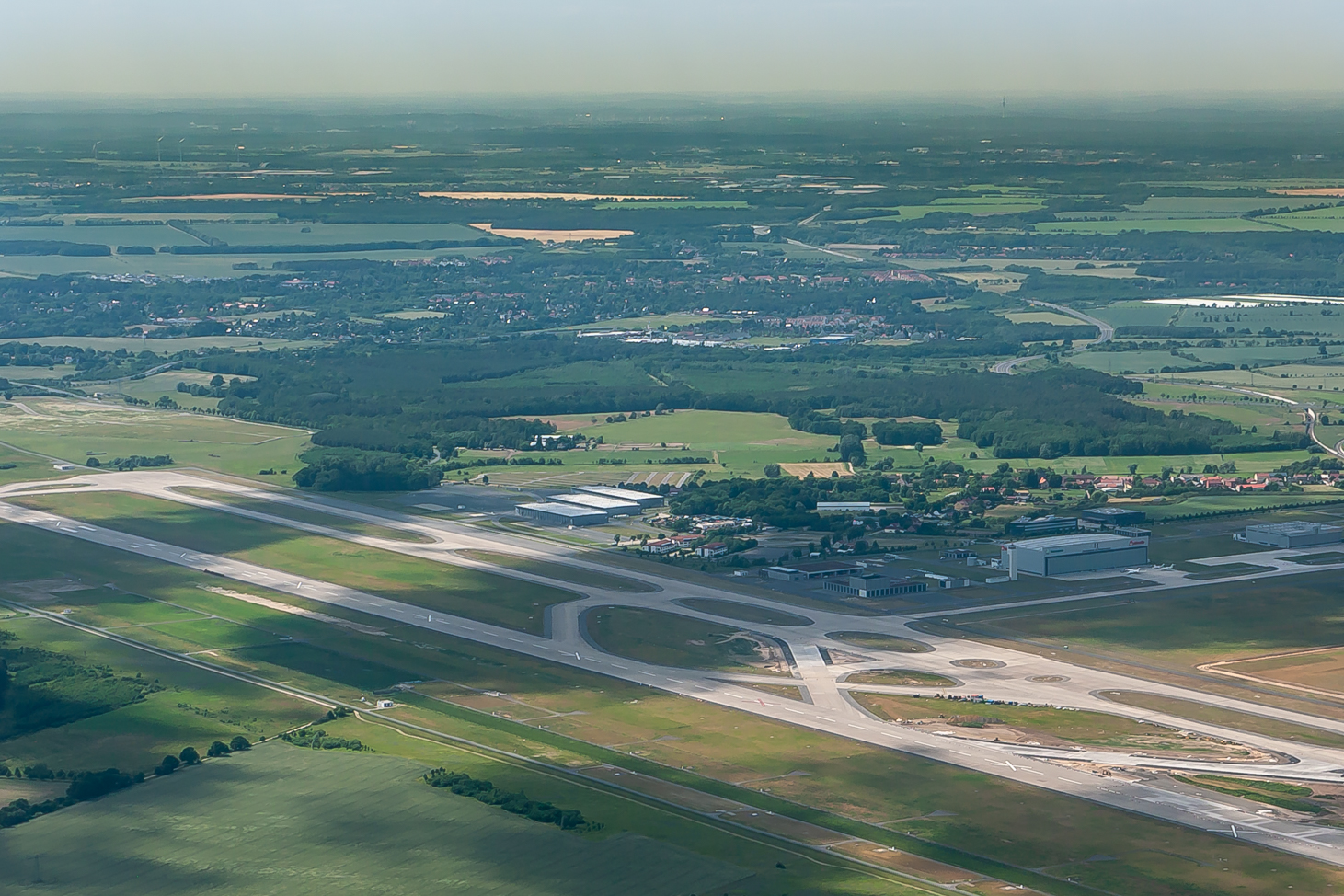
Messegelände aus der Luft

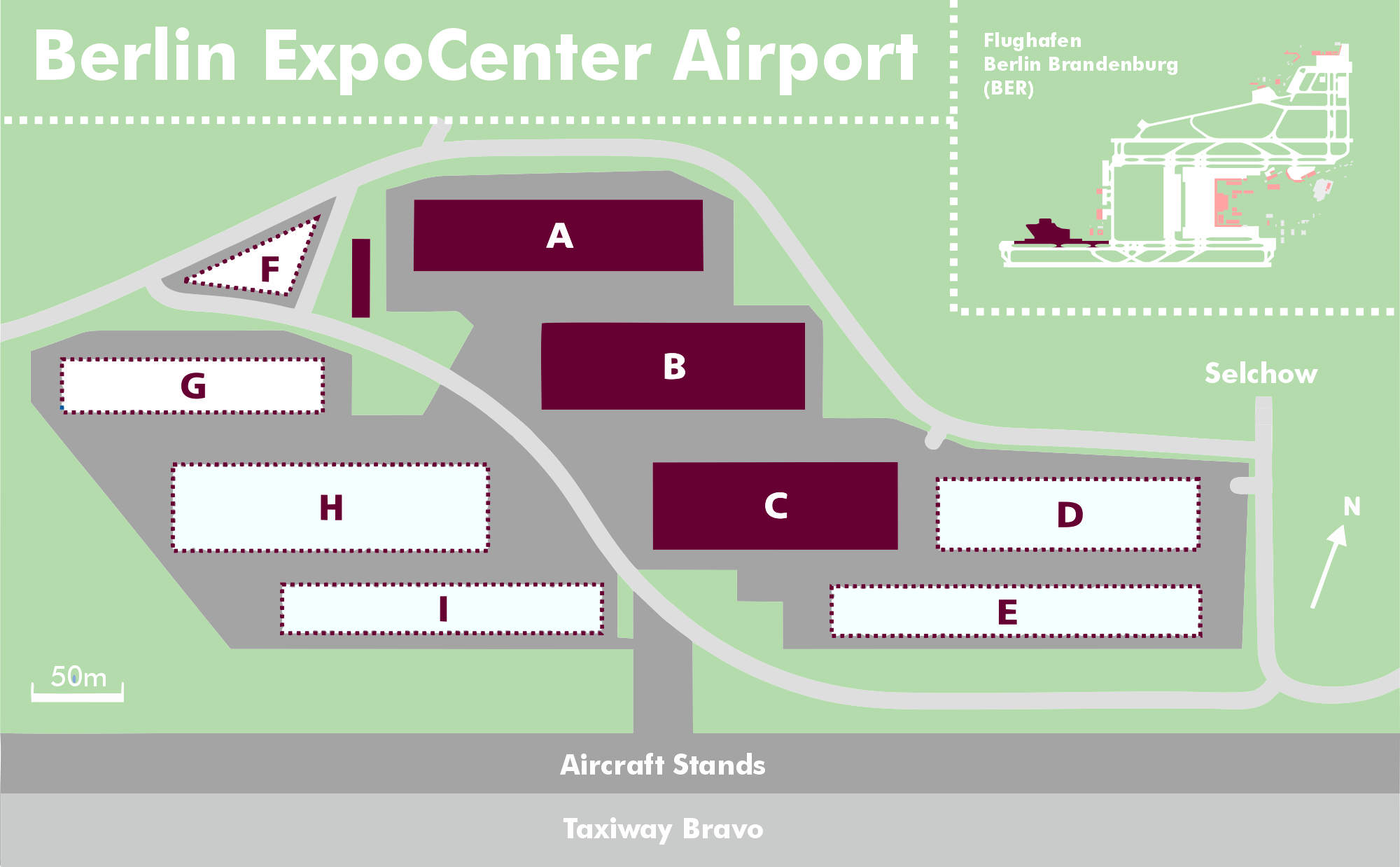
Lageplan des Ausstellungsgeländes

Das Berlin ExpoCenter Airport (kurz: BECA) mit einer Ausstellungsfläche von 250.000 m² ist ein Messegelände am Rande des Flughafens Berlin Brandenburg. Es wurde von der Messe Berlin und der damaligen ZukunftsAgentur Brandenburg (ZAB), heutigen Wirtschaftsförderung Brandenburg (WFBB) initiiert. Der Name korrespondiert mit der neuen Eigenbezeichnung für das Berliner Messegelände Berlin ExpoCenter City.
Das Bauwerk im Ortsteil Selchow der brandenburgischen Gemeinde Schönefeld, südöstlich von Berlin, liegt unmittelbar neben der Südbahn des Flughafens. Es ist als multifunktionales Messe- und Veranstaltungsgelände angelegt und sichert unter anderem langfristig die Durchführung der Internationalen Luft- und Raumfahrtausstellung Berlin (ILA) im Raum Berlin/Brandenburg.

## Planung, Organisation und Fertigstellung

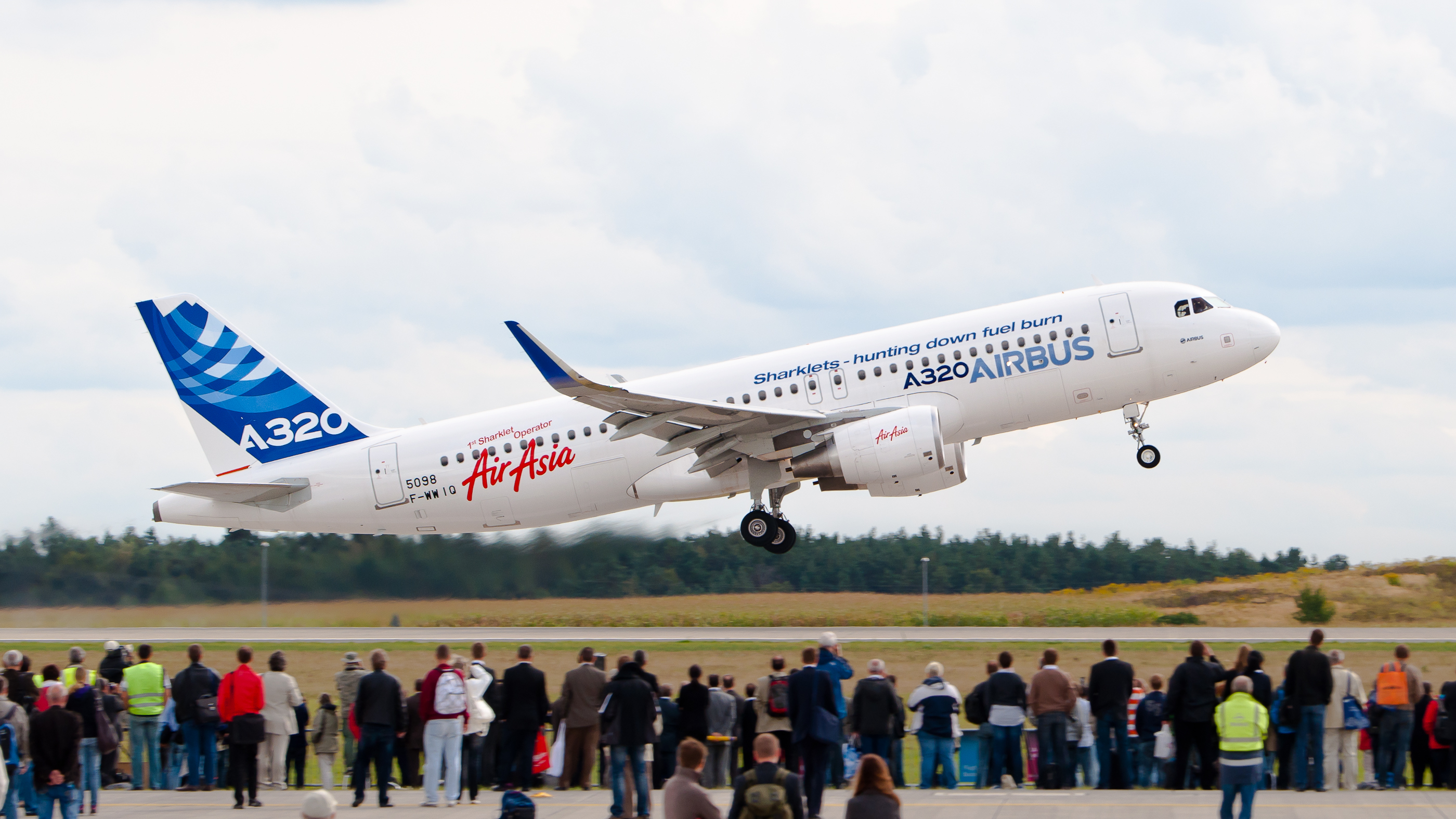
Besucher der ILA 2012 verfolgen die Flugvorführung eines Airbus A320

Für Errichtung und Vermarktung des Geländes wurde am 10. November 2010 die Messeimmobilien Selchow GmbH (MIS) gegründet. Gesellschafter sind zu jeweils 50 Prozent die Messe Berlin GmbH sowie die ZukunftsAgentur Brandenburg (ZAB). Die MIS investierte nach eigenen Angaben 27 Millionen Euro in die Entwicklung des neuen Geländes. Das Gelände ist über die Rollbahn Bravo direkt mit dem Flughafen Berlin Brandenburg verbunden.
Der erste Spatenstich erfolgte am 18. August 2011. Rund 50.000 m² sind für die Hallen und Kleingebäude (für die VIP-Betreuung) der im zweijährigen Rhythmus stattfindenden ILA vorgesehen, das Freigelände für die Präsentation von Fluggeräten aller Größen und Kategorien umfasst 100.000 m² und weitere 100.000 m² enthalten den Zuschauerbereich und die Wegführung. Dazu gehören auch ein eigener Tower für die Veranstaltungsleitung, zahlreiche Service- und gastronomische Einrichtungen, ein Pressezentrum sowie ein Konferenzzentrum. Nach zehn Monaten Bauzeit fand am 3. Juli 2012 die symbolische Schlüsselübergabe statt. In das Berlin ExpoCenter Airport wurden 43 Millionen Euro investiert. Es entstanden drei feste Messehallen mit mehr als 20.000 m² Fläche.
Der volkswirtschaftliche Gewinn für Berlin und Brandenburg durch die ILA beträgt nach eigener Schätzung rund 361 Millionen Euro. Das ExpoCenter stärkt Standort und Attraktivität dieser Ausstellung noch einmal und bietet Gelegenheit zu weiteren Veranstaltungen.

## Verkehrsanbindungen

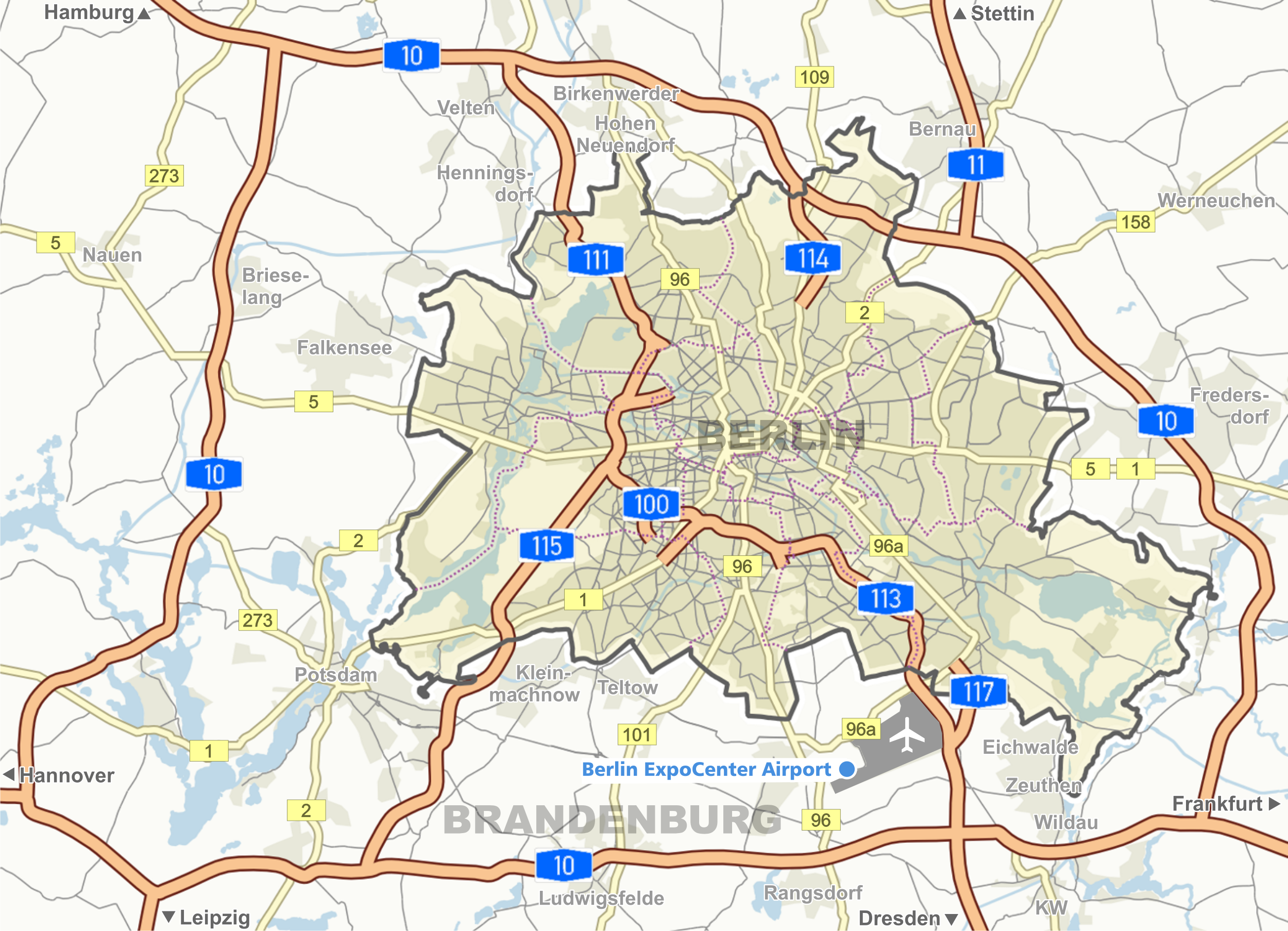
Lage des Expogeländes und Straßenanbindung

Auf dem Straßenweg ist der Berlin ExpoCenter Airport über die Bundesstraßen B 96 und B 96a erreichbar, die wiederum direkte Verbindungen in die Berliner Innenstadt sowie zum Berliner Autobahnring haben.
In fußläufiger Entfernung zum Veranstaltungsort entstanden insgesamt 14.000 Aussteller-, Besucher- und Presseparkplätze.
Mit dem öffentlichen Personennahverkehr ist das Messegelände derzeit nur über Bus-Shuttle erreichbar, die bei Veranstaltungen eingerichtet werden. Dafür befindet sich vor dem östlichen Eingang ein einfacher Busbahnhof. Während der ILA werden unter anderem der Bahnhof Flughafen Schönefeld und der S-Bahnhof Schichauweg angebunden. Zu den Parkplätzen verkehren Shuttlebusse zum Westeingang.